# Astenus anguinus oblongicollis
Astenus anguinus oblongicollis é uma subespécie de insetos coleópteros polífagos pertencente à família Staphylinidae.
A autoridade científica da subespécie é Koch, tendo sido descrita no ano de 1940.
Trata-se de uma subespécie presente no território português.